# Делэй, Дороти
Дороти Делэй (англ. Dorothy DeLay; 31 марта 1917, Medicine Lodge, Канзас — 24 марта 2002, Нью-Йорк, Нью-Йорк) — американская скрипачка и музыкальный педагог.

## Биография
Дороти Делэй родилась 31 марта 1917 года в городе Медисин-Лодж (Канзас, США) в семье музыкантов и педагогов. В 4 года начала учиться игре на скрипке. В 14 лет окончила школу Неодэша (Neodesha High School), директором которой был её отец. В течение года Делэй обучалась в Оберлинской консерватории у Раймона Серфа, затем продолжила образование в Университете штата Мичиган, где получила степень бакалавра искусств в 1937 году в возрасте 20 лет. После этого поступила в Джульярдскую школу, где её учителями были Луис Персинджер, Ганс Летц и Феликс Салмонд.
Дороти Делэй была основателем Стайвесантского трио (Stuyvesant Trio) (1939—1942), в котором играли её сестра — виолончелистка Неллис Делэй и пианистка Хелен Брейнард, а также выступала во Всеамериканском молодёжном оркестре под руководством Леопольда Стоковского. Во время тура с этим оркестром в 1940 она познакомилась с Эдвардом Ньюхаузом, писателем, сотрудничавшим с журналом New Yorker. Они поженились спустя 4 месяца в 1941 году. У них родились сын и дочь.
В середине 1940-х годов Делэй решила, что не хочет продолжать свою исполнительскую карьеру. В 1946 г. она вернулась в Джульярдскую школу, чтобы продолжить обучение у Ивана Галамяна, а в 1948 г. стала его ассистенткой. Наряду с работой в Джульярдской школе она преподавала в Колледже Сары Лоуренс (1947—1987), Университете Цинциннати (на протяжении 30 лет вплоть до 2001 года), Консерватории Новой Англии, а также в летней школе музыкального фестиваля в Аспене, который по случаю 75-летия Делэй заказал пять новых скрипичных сочинений американским композиторам для исполнения премьер её учениками.
Среди учеников Делэй — многие заметные скрипачи, в том числе Ицхак Перлман, Найджел Кеннеди, Надя Салерно-Зонненберг, Гил Шахам, Акико Суванай, Александр Баланеску, Роберт Чэнь, Чи-Ён, Клара Юми Канг, Филипп Квинт, Александр Гильман. Ученики Делэй становились солистами, занимали ведущие позиции в самых известных оркестрах мира, и достигали побед во многих главных международных конкурсах скрипачей.
Делэй получила Национальную медаль США в области искусств (1994), Премию Национального музыкального совета США (1995), вручаемую Йельским университетом Медаль Сэнфорда (1997) и ряд других престижных наград.
Дороти Делэй умерла от рака.